# Рябок суданський
Рябок суданський (Pterocles quadricinctus) — вид птахів родини рябкових (Pteroclidae).

## Поширення
Вид поширений в Субсахарській Африці від Сенегалу до Ефіопії та Кенії. Живе у сухих саванах.

## Опис
Птах середнього розміру, завдовжки 25-28 см. Зовнішнім виглядом нагадує голуба. Голова, шия та верхня частина тіла жовтувато-зелені, з коричневими прожилками на спині. У самця білі та чорні смуги на лобі (відсутні у самиці) та на грудях.